# 47 Rezerwowa Dywizja Piechoty (Cesarstwo Niemieckie)
47 Rezerwowa Dywizja Piechoty (niem. 47. Reserve-Division)  – związek taktyczny Armii Cesarstwa Niemieckiego. 
W sierpniu 1914 rozwinięto w Niemczech do etatów wojennych istniejące w okresie pokoju związki operacyjne (armie) i związki taktyczne. W tym też miesiącu z rekrutów, rezerwistów i ochotników znajdujących się  w korpuśnych ośrodkach szkoleniowych zorganizowano jednostki rezerwowe.

W składzie XXIV Rezerwowego Korpusu Armijnego została rozwinięta między innymi 47 Rezerwowa Dywizja Piechoty. W I wojnie światowej dywizja walczyła na froncie zachodnim.

## Struktura organizacyjna
Skład w 1914:
- dowództwo dywizji
- 93 Rezerwowa Brygada Piechoty
  - 217 rezerwowy pułk piechoty
  - 218 rezerwowy pułk piechoty
- 94 Rezerwowa Brygada Piechoty
  - 219 rezerwowy pułk piechoty
  - 220 rezerwowy pułk piechoty
- 19 rezerwowy batalion strzelców
- 47 rezerwowy oddział kawalerii